# Jhomaylen Mañon
Jhomaylen Eugenio Mañon (ur. 8 marca 1993) – dominikański zapaśnik walczący w stylu klasycznym. Brązowy medalista igrzysk boliwaryjskich w 2013 roku.